# Lasionycta mongolica
Lasionycta mongolica là một loài bướm đêm trong họ Noctuidae.